# Max Zwerbach
Max „Kid Twist“ Zwerbach eigentlich Maxwell Zwerbach bzw. Zweifach (* 14. März 1884 in Österreich; †  14. Mai 1908 auf Coney Island, New York City) war ein US-amerikanischer Mobster, der heute der Kosher Nostra zugerechnet wird. Er war ein bedeutender Anführer der Eastman Gang.

## Leben

### Frühe Jahre
Sein jüdischer Vater Adolf  hatte in Österreich die Italienerin Anna geheiratet; die Familie ging 1886 nach New York City, um dem Antisemitismus in Österreich zu entkommen. Sie lebten im Stadtteil Williamsburg, Brooklyn, am rechten Ufer der Williamsburg Bridge  an der Delancey Str. Zwerbachs Vater hatte gehofft, Max Zwerbach würde die Familientradition des Schneiderhandwerks fortsetzen, aber bereits im Teenager-Alter wurde er ein bekannter Dieb.
Am 17. September 1903 fand an der Rivington Str. eine große Schießerei zwischen der Eastman Gang und den Five Pointers statt, welche als „Rivington Street Gun Battle“ in die Geschichte einging. Als Monk Eastman nach diesem Vorfall in New Jersey inhaftiert wurde, plante Max Zwerbach die Befreiung seines Bosses, aber die kühleren Köpfe der Bande verwarfen diesen Plan.
Als Eastman im Folgejahr auch noch wegen Diebstahls von der Justiz aus dem Verkehr gezogen wurde, sah Zwerbach sich plötzlich einem Streit ausgesetzt, da Richie Fitzpatrick die Führung der Bande für sich beanspruchte. Bei einer Aussprache am 1. November 1904 im Sheriff Street Saloon wurde Fitzpatrick von Harris „Kid“ Dahl erschossen.

### Boss der Eastman Gang
Der wichtigste Helfer des neuen Bosses war Vach Lewis; Attentäter Kid Dahl wurde zum Partner bei den Stoß-Aktivitäten in der Suffolk Street. Dort geriet Dahl mit einem Five Pointer aneinander, den alle nur als „The Bottler“ kannten. Mit Hilfe von Zwerbach und Co gelang es den Bottler in die Enge zu treiben.
Dieser verschanzte sich jedoch in seiner Spielstätte, um seine Stoß-Aktivitäten weiter zu führen. In der Folgenacht gelang es Vach Lewis, welcher damals in Lower East Side völlig unbekannt war, den Bottler trotz Anwesenheit von rund zwanzig Spielern zu erschießen. Max Zwerbach hatte sich für die Mordzeit ein Alibi verschafft, indem er bei einer Polizeiwache vorstellig geworden war; Kid Dahl hielt sich zur gleichen Zeit in einem Restaurant auf, wo er sich lauthals über das Essen beschwerte.

### Niedergang
Obwohl Zwerbach verheiratet war und ein Kind mit seiner Ehefrau hatte, war er als Frauenheld bekannt. So hatte er z. B. in Carroll Terry, einer kanadischen Tänzerin, eine Geliebte, die aber ebenfalls Kontakt zu dem Five Pointers Louie „the Lump“ Pioggi pflegte.
Als Pioggi sich am 14. Mai 1908 mit der Tänzerin in einer Tanzhalle auf Coney Island traf, eskalierte der Streit, da diese Pioggi den Laufpass gab. Dieser suchte daraufhin eine Bar in der Surf Avenue auf, wo er sich zu betrinken begann. Dort hielt sich auch Zwerbach mit Vach Louie auf. Letztendlich flog der Five Pointers durch die Frontscheibe, bzw. sprang mehr oder minder freiwillig durch diese, um zu fliehen, wobei er sich die Knöchel brach.
Allerdings kehrte er zurück und überraschte die beiden Eastmans, die er unter dem Vorwand aus der Bar gelockt hatte, dass Caroll Terry draußen warten würde. Max Zwerbach erhielt einen Schuss in den Kopf und auch Vach Louie wurde fünfmal getroffen. Beide verstarben am Ort des Mordanschlages. Auch die am Tatort eintreffende Caroll Terry wurde von Pioggio niedergeschossen; auf der Flucht wurde außerdem einem Polizisten der Helm vom Kopf geschossen.

## Nachlass
Nach dem Tod von Zwerbach zerfiel die Eastman Gang in drei Gruppen. Die größte Fraktion wurde von Jack Zelig, einem Protegé von Zwerbach, angeführt. Die Auseinandersetzungen mit den Fivepointers dauerten an. Louis Pioggi wurde auf Grund der Schüsse auf Zwerbach und Lewis verhaftet und musste ein Jahr im Hochsicherheitsgefängnis Elmira Correctional Facility verbringen, da er erfolgreich auf eine Art von Notwehr plädiert hatte. 1912 hat dann Pioggi vermutlich seinen Freund Charley Torti auch zum Mord an Jack Zelig angestiftet.
Die beiden kleineren Teile der ursprünglichen Eastman Gang waren unter Kontrolle von Jack Siroco und Chick Tricker, die in zahlreiche Schießereien innerhalb der Stadt verwickelt waren. Nach dem Tod von Zelig versuchten sie jeweils dessen Anhänger für sich zu gewinnen.
Abe Reles wurde, lange nach dessen Tod, mit dem Spitznamen „Kid Twist“ von Zwerbach betitelt.